# Anna Górska

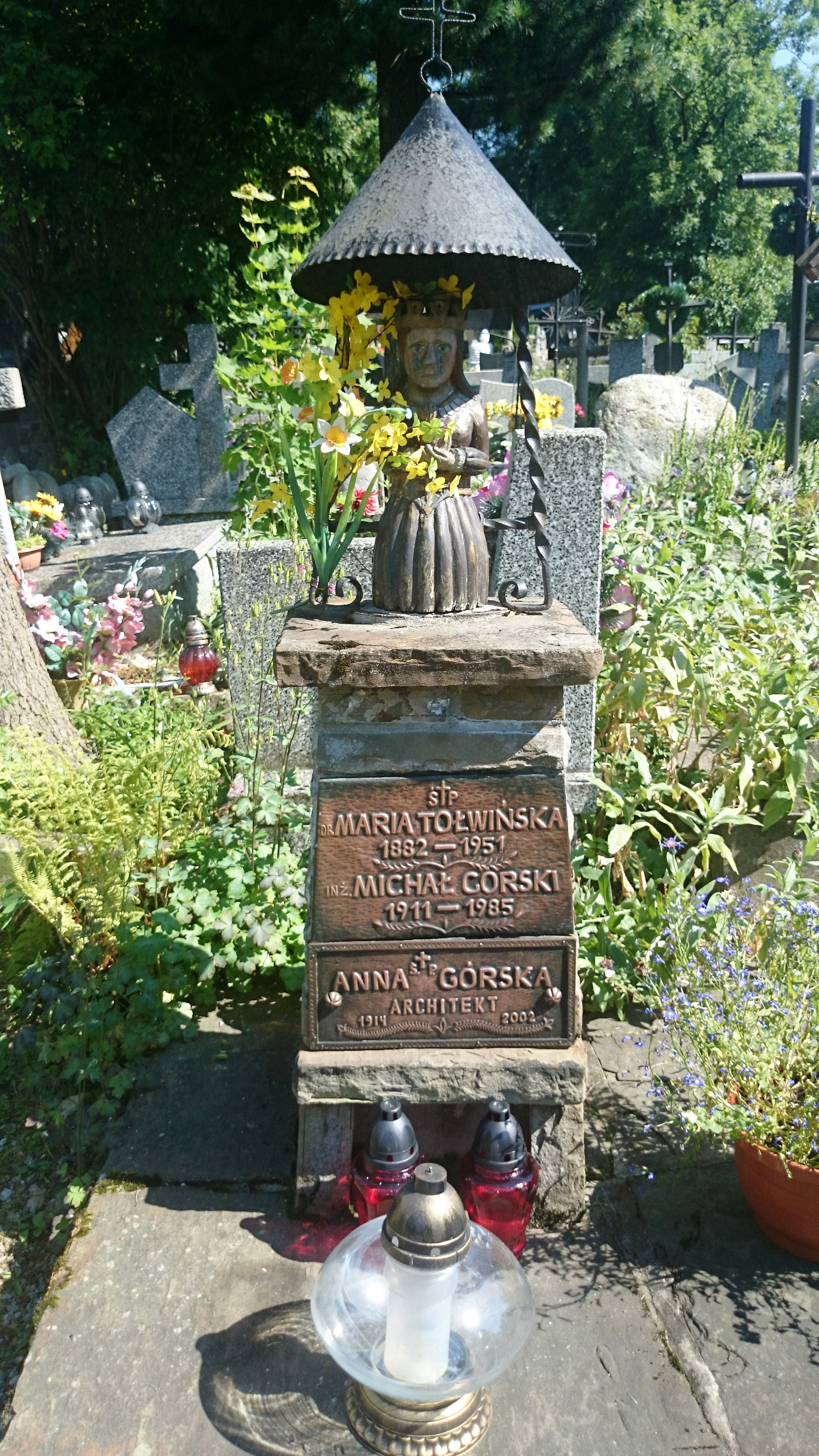
Grób Anny Górskiej, jej matki, Marii Tołwińskiej i męża, Michała Górskiego na Nowym Cmentarzu w Zakopanem

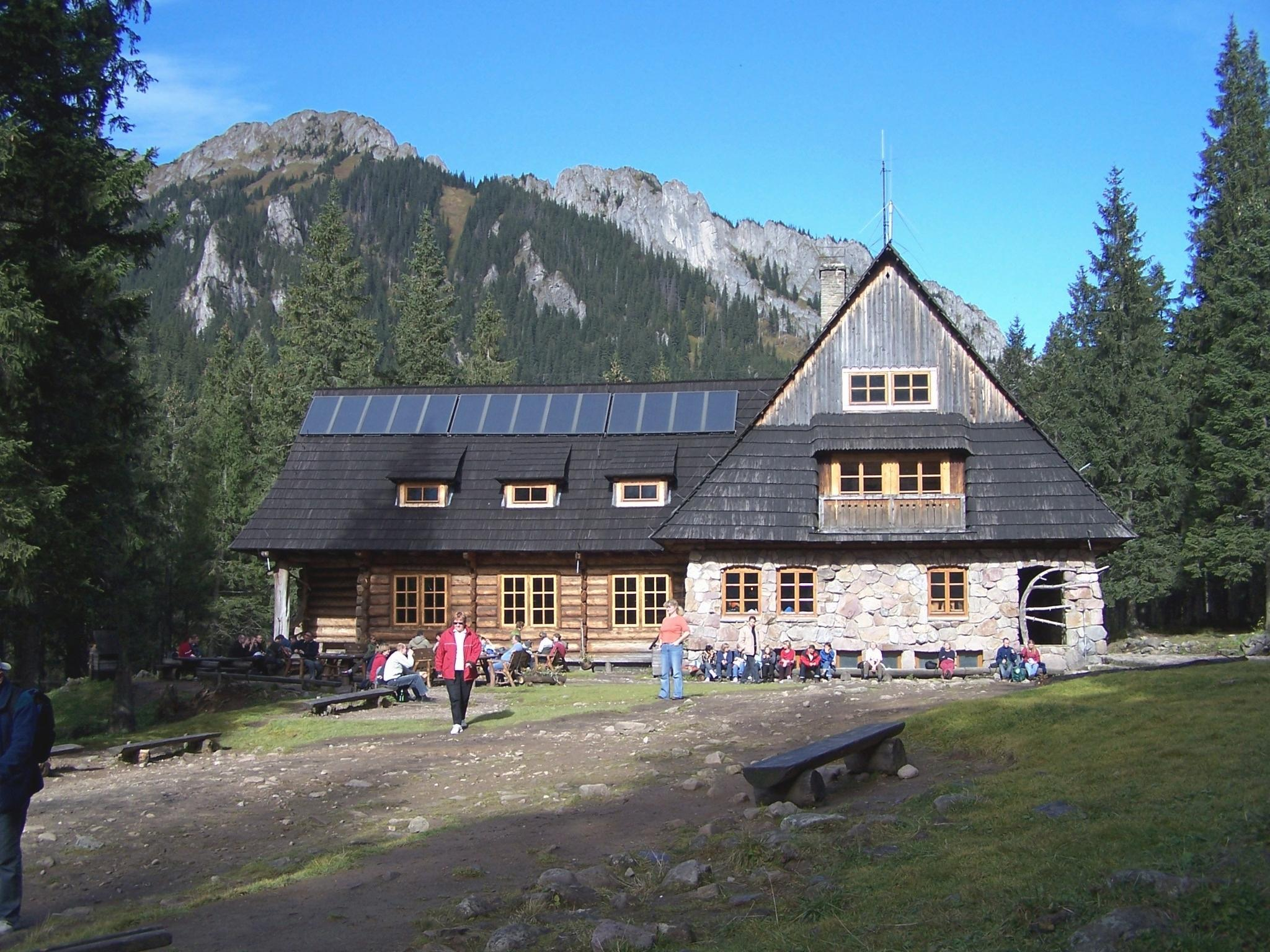
Schronisko na Hali Ornak

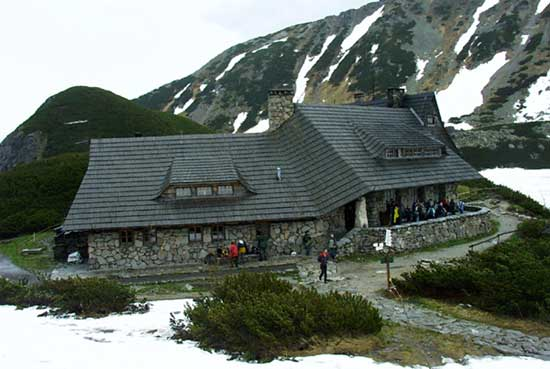
Schronisko w Dolinie Pięciu Stawów Polskich

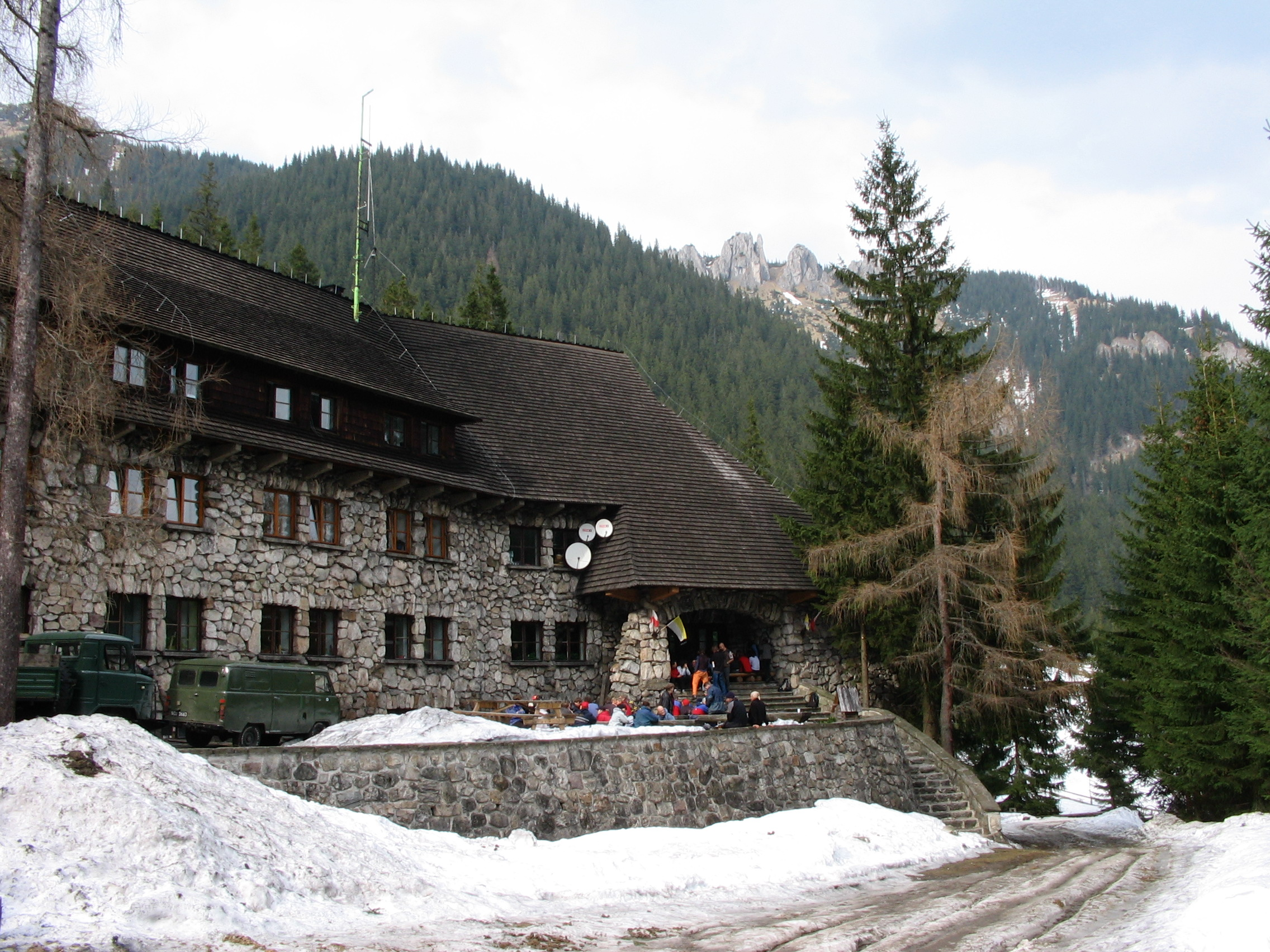
Schronisko na Polanie Chochołowskiej

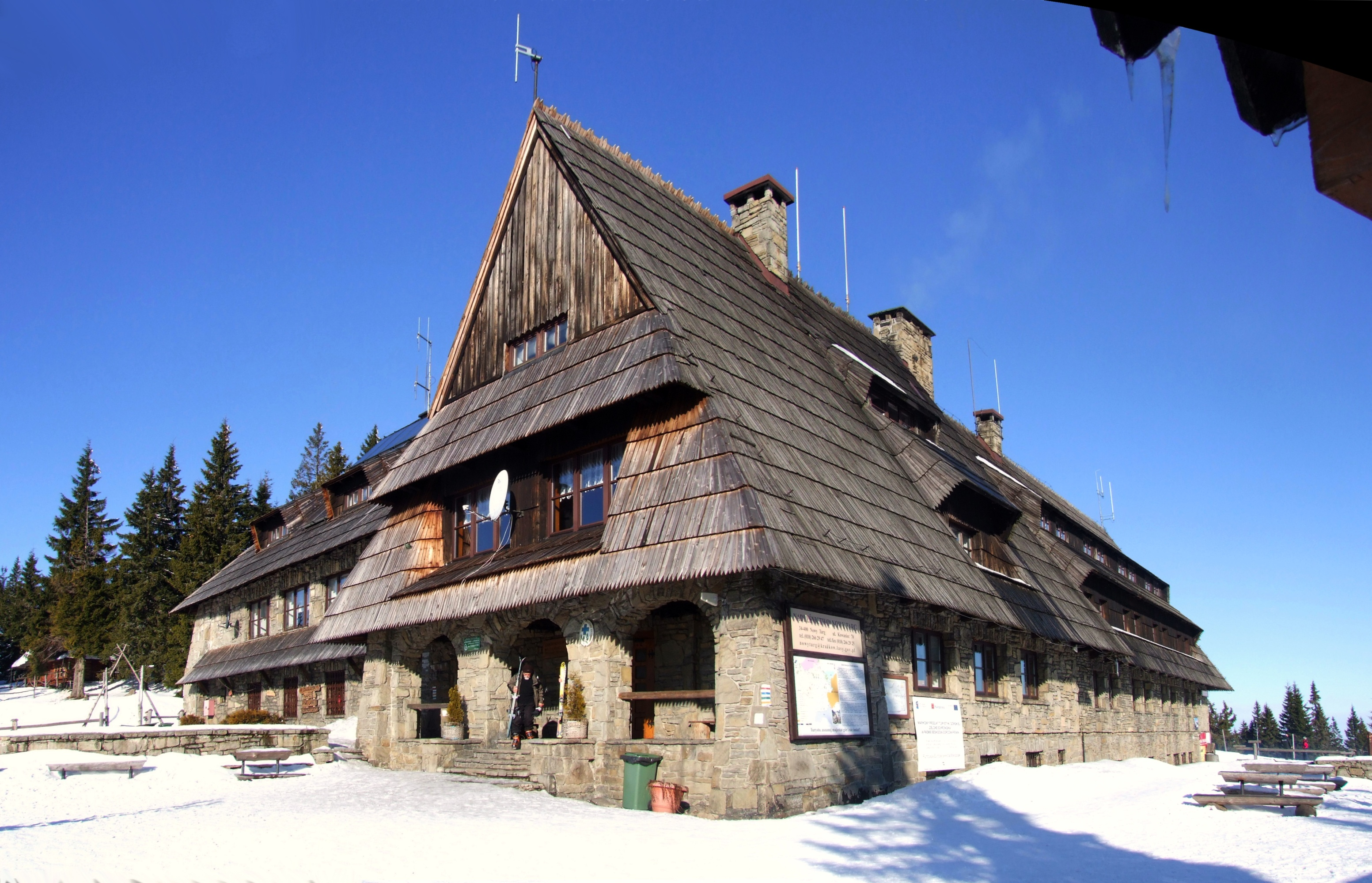
Schronisko na Turbaczu

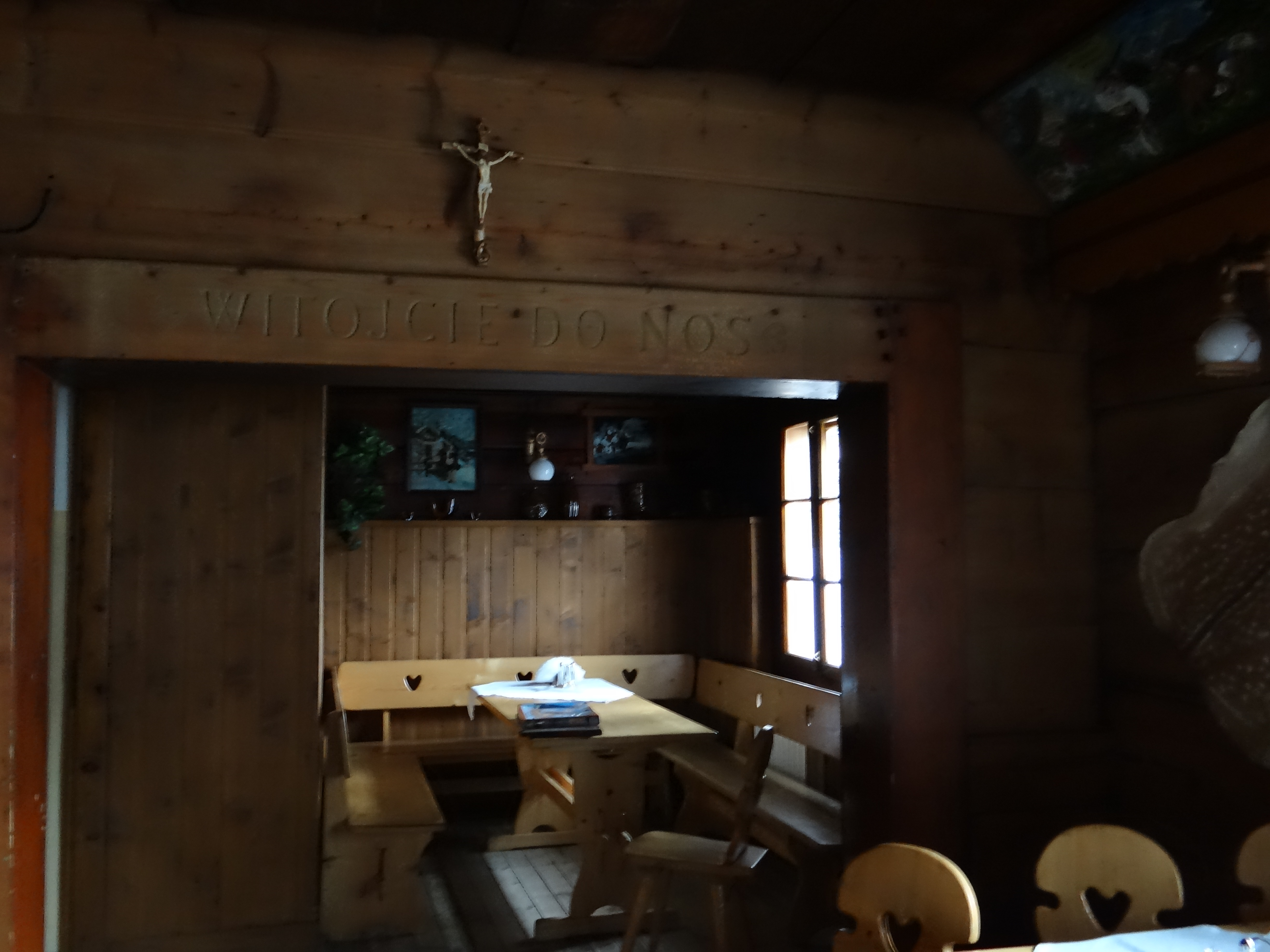
Wnętrze Karczmy „U Wnuka”

Anna Górska, zwana Hanką (ur. 8 czerwca 1914 w Krakowie, zm. 23 czerwca 2002 w Zakopanem) – polska architektka, artystka plastyczka, projektantka schronisk tatrzańskich, współtwórczyni tzw. stylu neozakopiańskiego.

## Życiorys
Anna Tołwińska była jedyną córką Konstantego Tołwińskiego i Marii z domu Krahelskiej. Od 1923 roku mieszkała w Zakopanem. Wyjeżdżała do Szwajcarii, gdzie uczyła się w szkole dla dziewcząt. Zdała maturę w zakopiańskiej „Szarotce” (Prywatnym Sanatoryjnym Gimnazjum im. bł. Ładysława z Gielniowa przy ul. Nowotarskiej) w 1931 roku. W 1933 roku rozpoczęła studia architektoniczne na Politechnice Lwowskiej, które po kolejnych 2 latach kontynuowała na Wydziale Architektury Politechniki Warszawskiej. Studia (m.in. u Tadeusza Tołwińskiego (niespokrewnionego) i Bohdana Pniewskiego) ukończyła w 1939 roku.
Podjęła pracę w wydziale budowlanym Zarządu Miejskiego (Der Stadtkommissar in Zakopane – Bauabteilung, zwanym Bauamtem). Po wojnie przeniosła się na krótko do Warszawy, gdzie pracowała w pracowni prof. Bohdana Pniewskiego, jednak wkrótce (prawdopodobnie w 1948 roku) powróciła do Zakopanego podejmując pracę w zakopiańskiej Szkole Przemysłu Drzewnego (obecnie Zespół Szkół Plastycznych im. Antoniego Kenara w Zakopanem), a potem w zakopiańskim oddziale Biura Projektowo-Badawczego Budownictwa „Miastoprojekt” Kraków (1948–1958) i następnie w zakopiańskiej pracowni krakowskiego Biura Projektowego Budownictwa Przemysłowego (1958–1968 i 1971–1975).
Piastowała m.in. stanowiska:
- projektant w London County Council, Town Development Division (Wielka Brytania),
- kierownik Wydziału Budownictwa, Urbanistyki i Architektury  przy Prezydium Miejskiej Rady Narodowej w Zakopanem (1968–1971),
- rzeczoznawca Ministerstwa Kultury i Sztuki (od 1973 roku).

Była współtwórczynią i członkinią Oddziału Sądecko-Podhalańskiego SARP, członkinią Związku Polskich Artystów Plastyków i Stowarzyszenia Przyjaciół Twórczości Jana Kasprowicza.

## Ważniejsze projekty
Już w 1936 roku zaprojektowała przebudowę zakupionego przez jej ojca domu w Zakopanem.
Zaprojektowała schroniska:
- w latach 1945–1948 zaprojektowała schronisko pod Ornakiem (wspólnie z Juliuszem Żórawskim, Jerzym Mokrzyńskim, Janem Olafem Chmielewskim i Marianem Sulikowskim), które zostało wybudowane w latach 1947–1948,
- schronisko w Dolinie Pięciu Stawów (wspólnie z Janem Olafem Chmielewskim, Jędrzejem Czarniakiem, Gerardem Ciołkiem i Jerzym Mokrzyńskim), wybudowane w latach 1948–1953, nagroda zespołowa w 1956 roku,
- schronisko w Dolinie Chochołowskiej (1952–1956),
- schronisko na Turbaczu, wybudowane w latach 1952–1958, nagroda za realizację w 1959 roku,

i niezrealizowane projekty schronisk nad Morskim Okiem i na Hali Miętusiej.
Inne obiekty w Zakopanem:
- Zespół Szkół im. Heleny Modrzejewskiej (1976–1983), obecnie Zakopiańskie Centrum Edukacji
- Spółdzielczy Dom Handlowy „Granit”,
- Technikum Tkactwa Artystycznego,
- zakopiańska strażnica,
- dom wypoczynkowy „Bankowiec”,
- dom wczasowy „Jaskółka”,
- dwurodzinne domki przy ul. Jagiellońskiej,
- restauracja „Kuźnice” (1952–1957)

oraz wnętrza karczmy „U Wnuka”, Domu Turysty, Domu Prezydium Rady Ministrów na Kozińcu  (tzw. „Cyrankiewiczówki”, obecnie Galeria Muzeum Tatrzańskiego), Domu Regionu Podhala w Ludźmierzu (1970–1976) i Domu Cechu Rzemiosł Różnych w Zakopanem (1977–1983) .
Była uznawana za współtwórczynię tzw. stylu neozakopiańskiego, nawiązującego do stylu zakopiańskiego, stworzonego przez Stanisława Witkiewicza.
Jako plastyczka działała od roku 1952, a wystawiała od roku 1968 (rysunki, formy użytkowe, meble, metaloplastyka).
W 2013 roku w Centrum Edukacji Przyrodniczej TPN przy ul. Chałubińskiego 42a w Zakopanem otworzono wystawę „Anna Górska: Projekty i realizacje 1946–1975”. Również w 2013 roku otworzono wystawę „Anna Górska «Pasja życia»” w Miejskiej Galerii Sztuki im. Władysława hr. Zamoyskiego w Zakopanem.

## Nagrody
- Srebrny Krzyż Zasługi
- Nagroda Państwowa w 1968 roku
- Brązowa Odznaka SARP w 1978 roku
- Złota odznaka „Zasłużony dla województwa nowosądeckiego”.

## Życie rodzinne
Anna Tołwińska wyszła w 1942 roku za mąż za Michała Górskiego. Mieli jedyną córkę Ewę Górską-Schumacher.
Po śmierci została 27 czerwca 2002 roku pochowana na Nowym Cmentarzu w Zakopanem, obok swojego męża (kw. K3-12-10).